# Le cose che contano
Le cose che contano è il primo EP di Dente, pubblicato nel 2008 dalla Jestrai Records.
L'EP, scaricabile gratuitamente dal vecchio sito dell'artista, è composto da quattro brani di cui uno, Le cose che contano, è stato estratto come singolo.

## Tracce
Testi e musiche di Dente.
1. Le cose che contano – 5:15
2. L'amore non è un'opinione – 2:56
3. Due gocce – 2:48
4. Ti regalo un anello – 5:02

Durata totale: 16:01

## Formazione
- Dente - voce, chitarra
- Roberto Dell'Era - basso
- Enrico Gabrielli - tastiera, fiati
- Enzo Cimino - batteria, percussioni, registrazione, mixaggio
- Valerio Canè - theremin